# Persecuția asupra catolicilor coreeni din 1801
Persecuția din 1801 (cunoscutǎ  și ca Persecuția Shin-Yu) a fost o persecuție în masă asupra catolicilor coreeni de la data de 8 aprilie 1801, ordonatǎ de Regina Jeongsun în perioada domniei regelui Sunjo de Joseon.  

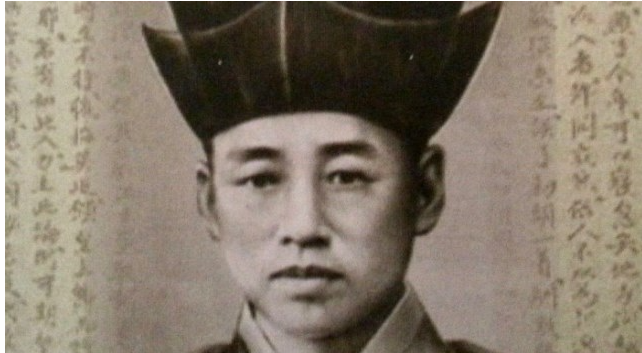
Hwang Sa-yeon

Evenimente premergătoare execuțiile includ Incidentul Hwang Sa-yong Paekso. Liderul bisericii, Hwang Sa-yong, a scris o scrisoare critică la adresa guvernului. Hwang a inițiat de asemenea un plan pentru ca o navă din Occident să vină în Coreea într-un efort de ajutor pentru catolicii persecutați. Scrisoarea a fost interceptată în drum spre Beijing. Acest lucru a înfuriat guvernul, iar Hwang a fost mai târziu executat.
Cu toate acestea, nu toți catolicii au fost executați. 199 au fost exilați, ridiculizați și urmăriți îndeaproape tot restul vieții.